# 権記
『権記』（ごんき）は、平安時代中期の公卿・藤原行成の記した日記である。名の由来は、行成の極官（ごくかん）の権大納言による。『行成卿記』、『権大納言記』とも。執筆時期は藤原道長の全盛期で、特に蔵人頭在任中（一条天皇期）の活動が詳細に記されており、当時の政務運営の様相や権力中枢・宮廷の深奥を把握するための第一級の史料。
正暦2年（991年）から寛弘8年（1011年）までのものが伝存し、これに加えて万寿3年（1026年）までの逸文が残っている。自筆本は伝わらない。最も古い写本は、鎌倉時代以前に筆写された伏見宮本（宮内庁書陵部蔵）である。同時期の日記に『小右記』（藤原実資）、『御堂関白記』（藤原道長）がある。

## 関連文献
- 倉本一宏『平安貴族の日記を読む事典：御堂関白記・小右記・権記』吉川弘文館、2025年7月。ISBN 9784642084826